# Le Schtroumpfissime (album)
Vous pouvez aider à l'améliorer ou bien discuter des problèmes sur sa page de discussion.
- Il ne cite pas suffisamment ses sources. Vous pouvez indiquer les passages à sourcer avec {{référence nécessaire}} ou {{Référence souhaitée}}, et inclure les références utiles en les liant aux notes de bas de page. (Marqué depuis mars 2024)
- Certaines informations devraient être mieux reliées aux sources mentionnées dans la bibliographie ou les liens externes. Améliorez sa vérifiabilité en les associant par des références. (Marqué depuis mars 2024)
- Il ne s’appuie pas, ou pas assez, sur des sources secondaires ou tertiaires. (Marqué depuis mars 2024)

- Archive Wikiwix
- Bing
- Cairn
- DuckDuckGo
- E. Universalis
- Gallica
- Google
- G. Books
- G. News
- G. Scholar
- Persée
- Qwant
- (zh) Baidu
- (ru) Yandex
- (wd) trouver des œuvres sur Wikidata

Le Schtroumpfissime est le deuxième album de la série de bande dessinée Les Schtroumpfs de Peyo publié en 1965 aux éditions Dupuis.
L'album contient deux histoires : Le Schtroumpfissime et Schtroumpfonie en ut.

## Synopsis

### Le Schtroumpfissime
Le Grand Schtroumpf doit quitter le village pour se procurer de l'euphorbe pour ses expériences chimiques. En son absence, les Schtroumpfs décident d'eux-mêmes de choisir un nouveau chef.

### Schtroumpfonie en ut
Schtroumpfonie en ut est la huitième histoire de la série Les Schtroumpfs de Peyo et Yvan Delporte. Elle est publiée pour la première fois du no 1339 au no 1351 du journal Spirou, puis dans l'album Le Schtroumpfissime en 1965. L'histoire se déroule entre le village des Schtroumpfs, la forêt et la masure de Gargamel. Le Schtroumpf musicien est rejeté de l'orchestre du village car il joue faux de n'importe quel instrument. Gargamel profite de cette situation.
En 1963-64 apparaît en France le groupe de rock Les Schtroumpfs, avec l'accord explicite de Peyo, composé de Patrick Logelin - lequel reprendra en français I'm Happy Just to Dance with You en 1964 -, Luc Bonnetto, Patrice Portal, Jacques et Richard Geshner. Issu des Fougas, il deviendra les Sparks, disparu à la fin de l'année 1969 (ne pas confondre avec The Sparks des frères Mael, né en 1968 et toujours en activité). Le dessinateur donne son accord après avoir assisté personnellement à une répétition du groupe cannois, sans rien demander en contrepartie. Séduit par leurs prestations, il s'inspire à son tour de leur aventure pour créer Schtroumpfonie en ut. Quant au groupe des Chaussettes noires d'Eddy Mitchell, il aura existé entre 1961 et 1964 (son nom fait référence aux chaussettes Stemm, et non aux Strumpfen allemandes).

## Adaptation
Dans la série Les Schtroumpfs, Le Schtroumpfissime est le 8e épisode de la série et Schtroumpfonie en ut, le 15e.